# Podział administracyjny województwa dolnośląskiego
W województwie dolnośląskim znajdują się: 26 powiatów oraz 4 miasta na prawach powiatu. Składa się na nie: 169 gmin, w tym 4 miasta na prawach powiatu, 35 gmin miejskich, 58 gmin miejsko-wiejskich oraz 76 gmin wiejskich.

## Lista powiatów
Zestawienie przygotowano na podstawie publikacji Głównego Urzędu Statystycznego z dnia 1 stycznia 2018 r. oraz z dnia 30 czerwca 2023 r.
| Powiat                               | Siedziba          | Liczba ludności (30.06.2023) | Powierzchnia (km²) | Gęstość zaludnienia (osób/km²) | Liczba gmin |
| ------------------------------------ | ----------------- | ---------------------------- | ------------------ | ------------------------------ | ----------- |
| Miasta na prawach powiatu            |                   |                              |                    |                                |             |
| Wrocław                              | Wrocław           | 674 132                      | 292,82             | 2302,2                         | 1           |
| Wałbrzych                            | Wałbrzych         | 101 082                      | 84,7               | 1193,4                         | 1           |
| Legnica                              | Legnica           | 92 568                       | 56,29              | 1644,5                         | 1           |
| Jelenia Góra                         | Jelenia Góra      | 75 429                       | 109,22             | 690,6                          | 1           |
| Powiaty                              |                   |                              |                    |                                |             |
| kłodzki                              | Kłodzko           | 147 823                      | 1643,3             | 90,0                           | 14          |
| świdnicki                            | Świdnica          | 150 834                      | 741,14             | 203,5                          | 8           |
| wrocławski                           | Wrocław*          | 184 738                      | 1117,7             | 165,3                          | 9           |
| oleśnicki                            | Oleśnica          | 106 427                      | 1049,31            | 101,4                          | 8           |
| lubiński                             | Lubin             | 103 114                      | 711,62             | 144,9                          | 4           |
| dzierżoniowski                       | Dzierżoniów       | 95 255                       | 478,51             | 199,1                          | 7           |
| zgorzelecki                          | Zgorzelec         | 85 446                       | 838,6              | 102,1                          | 7           |
| bolesławiecki                        | Bolesławiec       | 87 748                       | 1303,51            | 67,3                           | 6           |
| głogowski                            | Głogów            | 85 386                       | 443,27             | 192,6                          | 6           |
| trzebnicki                           | Trzebnica         | 87 401                       | 1024,78            | 85,3                           | 6           |
| oławski                              | Oława             | 77 378                       | 524,1              | 147,6                          | 4           |
| ząbkowicki                           | Ząbkowice Śląskie | 60 838                       | 801,53             | 75,9                           | 7           |
| karkonoski                           | Jelenia Góra*     | 60 744                       | 627,14             | 96,9                           | 9           |
| polkowicki                           | Polkowice         | 61 253                       | 779,46             | 78,6                           | 6           |
| wałbrzyski                           | Wałbrzych*        | 52 892                       | 430,22             | 122,9                          | 8           |
| legnicki                             | Legnica*          | 54 990                       | 744,08             | 73,9                           | 8           |
| lubański                             | Lubań             | 51 642                       | 428,3              | 120,6                          | 7           |
| średzki                              | Środa Śląska      | 58 694                       | 704,14             | 83,4                           | 5           |
| jaworski                             | Jawor             | 47 363                       | 581,55             | 81,4                           | 6           |
| wołowski                             | Wołów             | 45 592                       | 674,96             | 67,5                           | 3           |
| lwówecki                             | Lwówek Śląski     | 42 960                       | 709,69             | 60,5                           | 5           |
| złotoryjski                          | Złotoryja         | 40 757                       | 575,81             | 70,8                           | 6           |
| strzeliński                          | Strzelin          | 41 871                       | 622,06             | 67,3                           | 5           |
| kamiennogórski                       | Kamienna Góra     | 40 550                       | 395,69             | 102,5                          | 4           |
| milicki                              | Milicz            | 35 668                       | 714,93             | 49,9                           | 3           |
| górowski                             | Góra              | 32 558                       | 738,27             | 44,1                           | 4           |
| * nie zalicza się powiatu ziemskiego |                   |                              |                    |                                |             |

## Powiaty
Jednostkami administracyjnymi są gminy (miejskie, miejsko-wiejskie lub wiejskie). Miasta mogą stanowić gminy miejskie lub wchodzić w skład gmin miejsko-wiejskich.
- miasta na prawach powiatu
  - miasta (gminy miejskie): Jelenia Góra, Legnica, Wałbrzych i Wrocław
- bolesławiecki ⇒ Bolesławiec
  - miasta: Bolesławiec i Nowogrodziec
  - gmina miejska: Bolesławiec
  - gmina miejsko-wiejska: Nowogrodziec
  - gminy wiejskie: Bolesławiec, Gromadka, Osiecznica i Warta Bolesławiecka
- dzierżoniowski ⇒ Dzierżoniów
  - miasta: Bielawa, Dzierżoniów, Niemcza, Pieszyce i Piława Górna
  - gminy miejskie: Bielawa, Dzierżoniów i Piława Górna
  - gminy miejsko-wiejskie: Niemcza i Pieszyce
  - gminy wiejskie: Dzierżoniów i Łagiewniki
- głogowski ⇒ Głogów
  - miasto: Głogów
  - gmina miejska: Głogów
  - gminy wiejskie: Głogów, Jerzmanowa, Kotla, Pęcław i Żukowice
- górowski ⇒ Góra
  - miasta: Góra i Wąsosz
  - gminy miejsko-wiejskie: Góra i Wąsosz
  - gminy wiejskie: Jemielno i Niechlów
- jaworski ⇒ Jawor
  - miasta: Bolków i Jawor
  - gmina miejska: Jawor
  - gmina miejsko-wiejska: Bolków
  - gminy wiejskie: Męcinka, Mściwojów, Paszowice i Wądroże Wielkie
- kamiennogórski ⇒ Kamienna Góra
  - miasta: Kamienna Góra i Lubawka
  - gmina miejska: Kamienna Góra
  - gmina miejsko-wiejska: Lubawka
  - gminy wiejskie: Kamienna Góra i Marciszów
- karkonoski ⇒ Jelenia Góra
  - miasta: Karpacz, Kowary, Piechowice i Szklarska Poręba
  - gminy miejskie: Karpacz, Kowary, Piechowice i Szklarska Poręba
  - gminy wiejskie: Janowice Wielkie, Jeżów Sudecki, Mysłakowice, Podgórzyn i Stara Kamienica
- kłodzki ⇒ Kłodzko
  - miasta: Bystrzyca Kłodzka, Duszniki-Zdrój, Kłodzko, Kudowa-Zdrój, Lądek-Zdrój, Międzylesie, Nowa Ruda, Polanica-Zdrój, Radków, Stronie Śląskie i Szczytna
  - gminy miejskie: Duszniki-Zdrój, Kłodzko, Kudowa-Zdrój, Nowa Ruda i Polanica-Zdrój
  - gminy miejsko-wiejskie: Bystrzyca Kłodzka, Lądek-Zdrój, Międzylesie, Radków, Stronie Śląskie i Szczytna
  - gminy wiejskie: Kłodzko, Lewin Kłodzki i Nowa Ruda
- legnicki ⇒ Legnica
  - miasta: Chojnów i Prochowice
  - gmina miejska: Chojnów
  - gmina miejsko-wiejska: Prochowice
  - gminy wiejskie: Chojnów, Krotoszyce, Kunice, Legnickie Pole, Miłkowice i Ruja
- lubański ⇒ Lubań
  - miasta: Leśna, Lubań, Olszyna i Świeradów-Zdrój
  - gminy miejskie: Lubań i Świeradów-Zdrój
  - gminy miejsko-wiejskie: Leśna i Olszyna
  - gminy wiejskie: Lubań, Platerówka i Siekierczyn
- lubiński ⇒ Lubin
  - miasta: Lubin i Ścinawa
  - gmina miejska: Lubin
  - gmina miejsko-wiejska: Ścinawa
  - gminy wiejskie: Lubin i Rudna
- lwówecki ⇒ Lwówek Śląski
  - miasta: Gryfów Śląski, Lubomierz, Lwówek Śląski, Mirsk i Wleń
  - gminy miejsko-wiejskie: Gryfów Śląski, Lubomierz, Lwówek Śląski, Mirsk i Wleń
- milicki ⇒ Milicz
  - miasto: Milicz
  - gmina miejsko-wiejska: Milicz
  - gminy wiejskie: Cieszków i Krośnice
- oleśnicki ⇒ Oleśnica
  - miasta: Bierutów, Międzybórz, Oleśnica, Syców i Twardogóra
  - gmina miejska: Oleśnica
  - gminy miejsko-wiejskie: Bierutów, Międzybórz, Syców i Twardogóra
  - gminy wiejskie: Dobroszyce, Dziadowa Kłoda i Oleśnica
- oławski ⇒ Oława
  - miasta: Jelcz-Laskowice i Oława
  - gmina miejska: Oława
  - gmina miejsko-wiejska: Jelcz-Laskowice
  - gminy wiejskie: Domaniów i Oława
- polkowicki ⇒ Polkowice
  - miasta: Chocianów, Polkowice i Przemków
  - gminy miejsko-wiejskie: Chocianów, Polkowice i Przemków
  - gminy wiejskie: Gaworzyce, Grębocice i Radwanice
- strzeliński ⇒ Strzelin
  - miasta: Strzelin i Wiązów
  - gminy miejsko-wiejskie: Strzelin i Wiązów
  - gminy wiejskie: Borów, Kondratowice i Przeworno
- średzki ⇒ Środa Śląska
  - miasta: Miękinia i Środa Śląska
  - gminy miejsko-wiejskie: Miękinia i Środa Śląska
  - gminy wiejskie: Kostomłoty, Malczyce i Udanin
- świdnicki ⇒ Świdnica
  - miasta: Jaworzyna Śląska, Strzegom, Świdnica, Świebodzice i Żarów
  - gminy miejskie: Świdnica i Świebodzice
  - gminy miejsko-wiejskie: Jaworzyna Śląska, Strzegom i Żarów
  - gminy wiejskie: Dobromierz, Marcinowice i Świdnica
- trzebnicki ⇒ Trzebnica
  - miasta: Oborniki Śląskie, Prusice, Trzebnica i Żmigród
  - gminy miejsko-wiejskie: Oborniki Śląskie, Prusice, Trzebnica i Żmigród
  - gminy wiejskie: Wisznia Mała i Zawonia
- wałbrzyski ⇒ Wałbrzych
  - miasta: Boguszów-Gorce, Głuszyca, Jedlina-Zdrój, Mieroszów i Szczawno-Zdrój
  - gminy miejskie: Boguszów-Gorce, Jedlina-Zdrój i Szczawno-Zdrój
  - gminy miejsko-wiejskie: Głuszyca i Mieroszów
  - gminy wiejskie: Czarny Bór, Stare Bogaczowice i Walim
- wołowski ⇒ Wołów
  - miasta: Brzeg Dolny i Wołów
  - gminy miejsko-wiejskie: Brzeg Dolny i Wołów
  - gmina wiejska: Wińsko
- wrocławski ⇒ Wrocław
  - miasta: Kąty Wrocławskie, Siechnice i Sobótka
  - gminy miejsko-wiejskie: Kąty Wrocławskie, Siechnice i Sobótka
  - gminy wiejskie: Czernica, Długołęka, Jordanów Śląski, Kobierzyce, Mietków i Żórawina
- ząbkowicki ⇒ Ząbkowice Śląskie
  - miasta: Bardo, Kamieniec Ząbkowicki, Ząbkowice Śląskie, Ziębice i Złoty Stok
  - gminy miejsko-wiejskie: Bardo, Kamieniec Ząbkowicki, Ząbkowice Śląskie, Ziębice i Złoty Stok
  - gminy wiejskie: Ciepłowody i Stoszowice
- zgorzelecki ⇒ Zgorzelec
  - miasta: Bogatynia, Pieńsk, Węgliniec, Zawidów i Zgorzelec
  - gminy miejskie: Zawidów i Zgorzelec
  - gminy miejsko-wiejskie: Bogatynia, Pieńsk i Węgliniec
  - gminy wiejskie: Sulików i Zgorzelec
- złotoryjski ⇒ Złotoryja
  - miasta: Świerzawa, Wojcieszów i Złotoryja
  - gminy miejskie: Wojcieszów i Złotoryja
  - gmina miejsko-wiejska: Świerzawa
  - gminy wiejskie: Pielgrzymka, Zagrodno i Złotoryja

## Zmiany od 1 I 1999 r.
- prawa miejskie
  - (01.01.2000): Prusice (powiat trzebnicki)
  - (01.01.2005): Olszyna (powiat lubański)
  - (01.01.2021): Kamieniec Ząbkowicki (powiat ząbkowicki)
  - (01.01.2023): Miękinia (powiat średzki)
- likwidacja powiatów
  - (01.01.2003): m.p.p. Wałbrzych (włączony do pow. wałbrzyskiego)
- utworzenie powiatów
  - (01.01.2013): m.p.p. Wałbrzych (wyłączony z pow. wałbrzyskiego)
- zmiany granic, legenda (województwa/powiaty/miasta/gminy po lewej zyskały część terytorium, województwa/powiaty/miasta/gminy po prawej straciły część terytorium)
  - granice województw
    - (1 I 2016): lubuskie pow. żagański (m. Gozdnica) <> pow. zgorzelecki (gm. Węgliniec), część wsi Ruszów

  - granice powiatów
    - (01.01.2002): pow. polkowicki (gm. Radwanice) <> pow. głogowski (gm. Żukowice)
    - (01.01.2023): pow. oławski (gm. Domaniów) <> pow. strzeliński (gm. Wiązów)

  - granice miast i gmin
    - (01.01.2000): (pow. górowski) m. Góra <> gm. Góra
    - (01.01.2000): (pow. kłodzki) gm. Bystrzyca Kłodzka <> gm. Międzylesie
    - (01.01.2000): (pow. lwówecki) m. Lwówek Śląski <> gm. Lwówek Śląski
    - (01.01.2001): (pow. legnicki) gm. Kunice <> gm. Ruja
    - (01.01.2001): (pow. zgorzelecki) m. Pieńsk <> gm. Pieńsk
    - (01.01.2002): (pow. kłodzki) gm. Stronie Śląskie <> gm. Bystrzyca Kłodzka
    - (01.01.2002): (pow. legnicki) m. Chojnów <> gm. Chojnów
    - (31.07.2003): (pow. legnicki) m. Chojnów <> gm. Chojnów
    - (01.01.2004): (pow. polkowicki) gm. Polkowice <> gm. Chocianów
    - (01.01.2004): (pow. ząbkowicki) m. Bardo <> gm. Bardo
    - (01.01.2005): (pow. kamiennogórski) m. Kamienna Góra <> gm. Kamienna Góra
    - (01.01.2005): (pow. polkowicki) m. Polkowice <> gm. Polkowice
    - (01.01.2006): (pow. kłodzki) m. Bystrzyca Kłodzka <> gm. Bystrzyca Kłodzka
    - (01.01.2011): (pow. polkowicki) m. Chocianów <> gm. Chocianów
    - (01.01.2011): (pow. polkowicki) m. Przemków <> gm. Przemków
    - (01.01.2011): (pow. wrocławski) m. Kąty Wrocławskie <> gm. Kąty Wrocławskie
    - (01.01.2013): (pow. świdnicki) m. Żarów <> gm. Żarów
    - (01.01.2014): (pow. zgorzelecki) gm. Węgliniec <> gm. Pieńsk
    - (01.01.2014): (pow. jaworski) m. Bolków <> gm. Bolków
    - (01.01.2016): (pow. świdnicki) m. Żarów <> gm. Żarów
    - (01.01.2016): (pow. dzierżoniowski) gm. Pieszyce <> m. Pieszyce (wydzielenie obszaru wiejskiego i zmiana statusu gminy z miejskiej na miejsko-wiejską)
    - (01.01.2017): (pow. trzebnicki): m. Trzebnica <> gm. Trzebnica
    - (01.01.2021): (pow. strzeliński) m. Strzelin <> gm. Strzelin
    - (01.01.2023): (pow. wołowski) m. Brzeg Dolny <> gm. Brzeg Dolny
- siedziby i nazwy miast i gmin
  - (01.01.2010): (pow. wrocławski) gm. Święta Katarzyna (s. Święta Katarzyna) > gm. Siechnice (s. Siechnice)